# Ted Morgan (écrivain)
Pour les articles homonymes, voir Ted Morgan et Morgan.
Sanche de Gramont, plus connu sous le pseudonyme de Ted Morgan, est un écrivain, journaliste et historien américain d'origine française né le 30 mars 1932 à Genève en Suisse et mort à New York le 13 décembre 2023. 
Journaliste de profession, tout au long de sa carrière il a contribué à de nombreux magazines et journaux, dont le New York Times Magazine.

## Biographie
Issu d'une ancienne famille de la noblesse française, Ted Morgan est né Sanche Charles Armand Gabriel de Gramont, de Gabriel Antoine Armand de Gramont, diplomate, pilote des forces aériennes françaises libres (FAFL) - groupe de bombardement Lorraine - 342 Squadron de la RAF en Angleterre durant la Seconde Guerre mondiale, né en 1908, mort en 1943 lors d'un vol d'entrainement. Sa mère est Marie Hélène Negroponte (9 juin 1910-14 juillet 1973).
Après la mort de son père, il entre à l'université Yale, où il travaille comme reporter. Membre réticent de la noblesse, il le reste toutefois lorsqu'il est accepté comme membre de la Manuscript Society, société secrète d'intellectuels de l'université. Enrôlé dans l'armée française de 1955 à 1957, il participe à la guerre d'Algérie avec le grade de sous-lieutenant d'un régiment sénégalais de l'infanterie coloniale. Il est témoin des violences des deux camps dans le bled (terme générique désignant la campagne ou les villages de campagnes) et des atrocités de la bataille d'Alger, qu'il suit en tant que rédacteur de la revue de contre-propagande Réalités algériennes. En 2006, il rédige un ouvrage intitulé My battle of Algiers où il rapporte ses mémoires de la guerre d'Algérie. Pour Jean-Charles Jauffret, « rares sont les témoignages de cette qualité, tant pour la forme que pour le fond ». 
Revenu de son service militaire, il retourne aux États-Unis, et y remporte le prix Pulitzer du Reportage local en 1961, pour ce qui fut décrit comme « un vibrant hommage pour la mort de Leonard Warren ». Il est à l'époque toujours citoyen français sous le nom de Sanche de Gramont. Ce n'est qu'à partir des années 1970 qu'il cesse de s'appeler Sanche de Gramont et adopte la nationalité américaine (1977), renonçant à sa nationalité française. En 1978, il apparaît dans le magazine d'information américain produit par CBS News, 60 Minutes. Il écrit une biographie de Winston Churchill, ouvrage finaliste du prix Pulitzer de la Biographie de 1983, de William S. Burroughs, et de Franklin Delano Roosevelt, après avoir été nommé pour le National Book Award l'année d'avant, pour Maugham l'année précédente.
Ted Morgan est décédé le 13 décembre 2023 dans une maison de retraite de Manhattan à New York des complications de la démence.

### Famille
Sanche de Gramont a été marié trois fois :
- en premières noces avec Margaret Kinnicutt dont il eut un fils, Gabriel Morgan (né en 1962). Il divorça en 1968 ;
- en deuxièmes noces avec Nancy Ryan, avec qui il eut une fille Amber Morgan (née en 1969).
- en troisièmes noces avec Eileen Bresnahan.

## Évocation littéraire
Dans son ouvrage biographique Mon éducation - Un livre des rêves, l'écrivain William S. Burroughs se souvient d'un rêve dans lequel on lui a parlé de Ted Morgan

## Sélection d'ouvrages
- (en) Valley of death : the tragedy at Dien Bien Phu that led America into the Vietnam war, New York, Random House Publishing Group, 2010, 722 p. (ISBN 978-1-4000-6664-3, lire en ligne)
- (en) My Battle of Algiers : a memoir, New York (N.Y.), HarperCollins, 2006, 284 p. (ISBN 978-0-06-085224-5, lire en ligne)
- Ma Bataille d'Alger  (trad. de l'anglais), Paris, Taillandier, 2016, 342 p. (ISBN 979-10-210-1624-8)
- (en) A Covert Life : Jay Lovestone, Communist, Anti-Communist and Spymaster, Random House, 1999, 402 p. (ISBN 978-0-679-44400-8, lire en ligne); Random House Digital, Inc., 2011,  (ISBN 9780307805669)
- (en) Reds : McCarthyism in Twentieth Century America, Random House Digital, Inc., 2004, 704 p. (ISBN 978-0-8129-7302-0, lire en ligne)
- (en) A Shovel of Stars : The Making of the American West 1800 to the Present, Simon and Schuster, 1996, 1996, 560 p. (ISBN 978-0-684-81492-6, lire en ligne)
- Wilderness at Dawn: The Settling of the North American Continent Simon & Schuster, 1993,  (ISBN 9780671690885)
- An Uncertain Hour: The French, the Germans, the Jews, the Barbie Trial, and the City of Lyon, 1940-1945 (1990)
- (en) Literary Outlaw : The Life and Times of William S. Burroughs, W. W. Norton & Company, 2012, 768 p. (ISBN 978-0-393-34324-3, lire en ligne)
- FDR: A Biography, Simon and Schuster, 1985,  (ISBN 9780671454951)
- Churchill: A Young Man in A Hurry, Simon and Schuster, 1982; Simon & Schuster, 1984,  (ISBN 9780671253042)
- Rowing toward Eden, Houghton Mifflin, 1981,  (ISBN 9780395297148)
- Maugham Simon and Schuster, 1980,  (ISBN 9780671240776)
- On Becoming American Houghton Mifflin, 1978
- The Strong Brown God: The Story of the Niger River, Hart Davis, MacGibbon, 1975 (publié en tant que Sanche de Gramont)
- Lives To Give (1971) (publié en tant que Sanche de Gramont)
- Epitaph for kings  Putnam, 1968 (publié en tant que Sanche de Gramont)
- The French: Portrait of a people (1969) (publié en tant que Sanche de Gramont)
- The Secret War: The story of international espionage since 1945 (1962) (publié en tant que Sanche de Gramont)